# 996 Hilaritas
996 Hilaritas, asteroid glavnog pojasa. Otkrio ga je Johann Palisa, 21. ožujka 1923.

## Vanjske poveznice
- Minor Planet Center